# 圣亚纳堂 (斯佩罗)

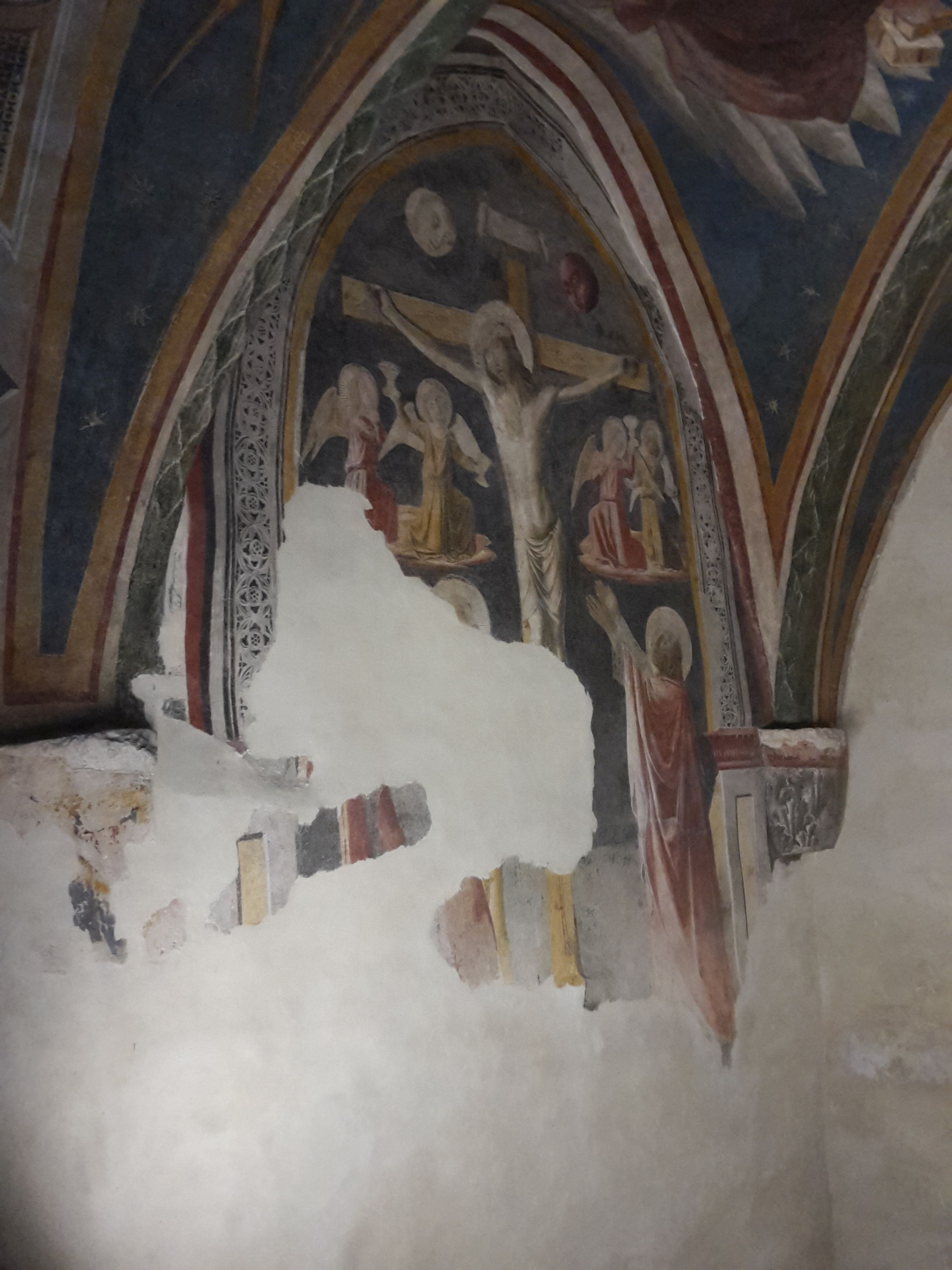
湿壁画

圣亚纳堂是一座 14 世纪的经堂，位于意大利翁布里亚大区佩鲁贾省的斯佩洛。

## 历史
这座小堂最初是中世纪苦修者善会的祈祷厅或经堂，他们自 1362 年以来在附近经营一家医院。医院和善会在 1571 年被取缔，该建筑改作仓库。 1970 年，壁画进行了修复，由于现在的所有者，该建筑现在又称为 Capella Tega。
大约 1461 年，阿鲁诺和马扎福特绘制了小堂墙壁上的湿壁画。 

## 室内艺术品
- 圣亚纳、圣母与圣婴（右墙）马扎福特作品
- 被钉十字架（1461 年，后殿墙） 阿鲁诺作品
- 宗徒的半身像（左墙）： 阿鲁诺的圣若望、小雅各伯、多默，以及马扎福特的大雅各伯，巴尔多禄茂和安德肋。
- 马扎福特的神秘羔羊。
- 圣伯多禄和炼狱（反立面左侧）、圣保禄和地狱（反立面右侧）马扎福特作品
- 圣史（天花板）阿鲁诺作品